# Pieter Brouwer
Pieter Brouwer, född 1700 i Amsterdam, död 1742, var en nederländsk-svensk affärsman.
Brouwer var son till en bokhållare, ursprungligen från Rotterdam. Redan som ung i handelslära och sändes 1722 till Halmstad som expedit (ombud för holländska exportartiklar och importör av svenska varor). 1724 anlade han ett såpsjuderi och oljeslageri vid Rösjöholm. För att minska importbehovet uppmuntrade han den skånska adeln att plantera raps, som tidigare varit okänt i Sverige. Brouwers medintressent i bruket Nils Silfverskiöld mestadels bodde i Jönköping kom Brouwer att till stora delar bo på Rössjöholm. I övrigt ägde han fastigheter bland annat i Halmstad. 1732 blev Brouwer svensk medborgare och utnämndes 1734 till assessor i bergskollegium. 1735 gifte han sig med Margareta Lilliecreutz, bosatte sig i Jönköping och överlät då den dagliga driften av bruket i Rössjöholm på andra händer. Istället kom han att driva Tabergs bruk. 1736 inrättade han ett nytt knip- och järnmanufakturverk vid Carlsfors, och inköpte även Hörle bruk, där han 1737-40 lät uppföra en ny herrgårdsbyggnad. 1741 inköptes även Bratteborgs gård. Mycket tyder på att han hade för avsikt att ta introduktion på riddarhuset, men han avled innan något adelskap han utverkas. 1736 erhöll han dock av Fredrik I adliga privilegier på alla sina gods och bruksegendomar.